# Eifflov stolp
Eifflov stolp (francosko La Tour Eiffel) je železen stolp, zgrajen na Champ de Mars (Marsovo polje) ob reki Seni v Parizu. Lahko ga pojmujemo kot simbol industrijske dobe, drzno demonstracijo višin, ki jih je dosegel človek z znanjem in inženirsko veščino poznega 19. stoletja. Je najvišja zgradba v Parizu in eden od najbolj znanih svetovnih simbolov.
Stolp je od leta 1964 pod spomeniškim varstvom kot monument historique, od leta 1991 pa je v sklopu nabrežja Sene v Parizu tudi del Unescove svetovne dediščine.

## Zgodovina
Leta 1889 je bila v Parizu Svetovna razstava, ki je obeleževala stoletje francoske revolucije. To so bila leta industrijske revolucije, leta napredka in znanstvenih odkritij. 
Francoski minister za trgovino in industrijo Edouard Lockroy je leta 1886 razpisal natečaj za 1000 čevljev (300 m) visok stolp. Na natečaju je zmagal predlog iz ateljeja Alexandra Gustava Eiffla.
Za to priložnost so v biroju Gustava Eiffla naredili načrte za kovinski stolp. Prvi predlog je junija 1884 izdelal švicarski inženir Maurice Koechlin, jeseni istega leta je projekt Stephen Sauvestre izboljšal, nakar so ga še dve leti nadgrajevali, med drugimi je sodeloval tudi Emile Noguier. Glavni in odgovorni projektant je bil Gustave Eiffel. Z izkopom za temelje so začeli 28. januarja 1887, gradili pa so ga od 26. marca 1887 do 31. marca 1889, ko je bil predstavljen javnosti, otvoritev za obiskovalce pa je bila 6. maja 1889. Ob izgradnji je presegel Washingtonov spomenik in postal najvišja zgradba na svetu, rekord, ki ga je držal do končanja nebotičnika Chrysler Building 41 let kasneje.
Pri načrtovanju stolpa so uporabili znanje, ki so si ga pridobili pri gradnji velikih mostov in viaduktov. Posebna pozornost je bila namenjena vetrovnim razmeram, manj potresni varnosti, saj Pariz ne leži na potresno nevarnem območju. Načrti so velikosti 53,74 cm, 34 slik (od I do XXXIV) je za načrt stolpa in še 17 (od XXXV do XLII) za prenovo leta 1900.

## Opis
Danes je stolp visok 324 m, ob otvoritvi pa je meril manj, saj so kasneje nanj postavili antenski stolp. 
Kot konstrukcija je Eifflov stolp jekleni skelet, natančneje, osnovna kovina je prečiščeno železo - to je konstrukcijsko jeklo, pridobljeno v peči pudlovki. S kovanjem in valjanjem so tako pridobili potrebne konstrukcijske elemente. Končno obliko stolpa so določili na osnovi poskusov na maketah v aerodinamičnem laboratoriju. Oblika stolpa je prilagojena zračnim tokovom in nosilnosti tal.
Eifflov stolp je konstrukcijsko sestavljen iz dveh delov: iz štirih podpornikov, ki se asimptotično približujejo (prvi del) in jih 57,63 metra nad zemljo povezuje prva etaža ter se nad drugo etažo 115,73 metra visoko združijo v štiri stebre (drugi del), te pa povezuje še tretja etaža na višini 276,13 metra. Tik pod vrhom je stolpič z balkonom premera 1,6 metra. Najtežji del je bila povezava štirih temeljev, ki so kar 80 metrov narazen in nad njimi 50 m visoke opornike, ki so se morali zaključiti zelo natančno, da so jih lahko povezali. Pri tedanji tehniki merjenja to ni bilo enostavno. Štirje loki, ki povezujejo podporne stebre pod prvim nadstropjem, nimajo statične funkcije. Povezovalni obroč prvega nadstropja je na vsaki izmed štirih strani sestavljen iz šestnajstih 7 m dolgih nosilcev. Tla prvega nadstropja sestavljajo nosilci z največjim razponom 38 m. Povezovalni obroč drugega nadstropja je podoben, le da so nosilci dolgi le 4,9 m, tla pa nosilci z največ 12,5 m razpona. Konstrukcijo so polno kovičili, zavetrovanje pa integrirali v konstrukcijo.
Stolp je bil zgrajen iz 18.038 kovinskih delov s težo 7.300 ton ter spojen z dva in pol milijona zakovicami, skupna teža znaša 10.000 t. Kljub temu stolp obremenjuje podlago le s podobnim pritiskom, kot obremenjuje stol sedeči človek.
V prvem nadstropju je bila v projektu francoska restavracija, ki je prikazana s pogledom z jugovzhodne strani. Na vseh štirih straneh so napisana imena dvainsedemdesetih francoskih naravoslovcev in tehnikov. 32 okrašenih paviljonov ob robu so kasneje odstranili in namesto njih postavili nadstreške. Drugo nadstropje je bilo namenjeno za razgledno ploščad. Na zaključku stolpa je stolpič z dekorativno kupolo.
Eifflov stolp so leta 1937 prenovili in odstranili strešno dekoracijo nad paviljoni v prvem nadstropju. Z oddajniki so stolp povišali za dvajset metrov, tako da današnja višina stolpa znaša 324 metrov. Razgledni stolp je bil vedno tudi uporaben in ne le turistična znamenitost Pariza. Od vsega začetka so ga uporabljali meteorologi in astronomi, na njem so bili postavljeni telegrafski in kasneje radijski in TV-oddajniki.
Do leta 2005 so ga že šestkrat prebarvali, saj jeklena konstrukcija zahteva nenehno vzdrževanje.

### Dvigala, zbiralniki in kanalizacija
V podpornikih so skriti štirje vhodi, v vsakem so dvigala, ki obiskovalce peljejo v prvo etažo. Iz te peljeta dve dvigali in dvoje stopnišč v drugo etažo in iz te v tretjo etažo prav tako dve dvigali in dvoje stopnišč. Stopnic v vzhodnem podpornem stebru - stolpu od tal do tretjega nadstropja je 1665. Dvigala lahko prepeljejo 2350 potnikov v eni uri, vzpon na vrh stolpa traja sedem minut.

## Stolp danes
Danes velja Eifflov stolp za vrhunsko mojstrovino tehnike, ne arhitekture. Je prvi spomenik in prva skulptura iz vitkih kovinskih profilov. Avtorji arhitekturne zgodovine mu zato ne namenjajo posebne pozornosti. S svojimi čistimi linijami in enostavnimi oblikami je predhodnik moderne funkcionalistične arhitekture. Po mnenju nekaterih avtorjev to sploh ni arhitektura, saj nima ne notranjega prostora, ne fasadne opne in ne strehe. Pomembna je tudi osvetljava, ki trenutno poudarja njegovo notranjo zgradbo (zadnjih 13 let).
Še vedno ostaja druga najvišja prostostoječa zgradba v Franciji (za viaduktom Millau).
Z njim upravlja javno-zasebno partnerstvo Société d’exploitation de la tour Eiffel (SETE) v večinski lasti mesta Pariz, po podatkih upravljavca ga je od otvoritve leta 1889 obiskalo skoraj 250 milijonov ljudi. V zadnjih letih je obiskovalcev skoraj 7 milijonov na leto. S tem je najbolj obiskan spomenik z vstopnino na svetu.